# Whoa, Nelly!
A Whoa, Nelly! a kanadai származású, énekes és dalszerző, Nelly Furtado bemutatkozó lemeze, amit a DreamWorks 2000-ben adott ki Észak-Amerikában. A Slant Magazine elismerően nyilatkozott a korongról. Az album hangzását erősen befolyásolták olyan zenészek, akik különböző kultúrákat szeltek át, azért hogy érzelmes zenét csináljanak.
Az album a 24. helyen debütált a Billboard 200-on és a három kislemez is az „I'm like a Bird”, „Turn off the Light”, and „…On the Radio (Remember the Days)”. A „Party's Just Begun (Again)” című dalt a DreamWork az album megjelenése előtt jelentette meg, az 1999-es Brokedown Palace című film betéddalaként. Mikor még „Party's Just Begun (Again)” listákon szerepelt, Nelly lemeze és műfaja még bizonytalan volt. Az albumra a dal remix változata került.
A negyedik kislemez a „Trynna Finda Way” volt Dél-Amerikában és Mexikóban. A „Hey, Man!” című sláger pedig az Egyesült Királyságban, Németországban és a Dél-afrikai Köztársaságban jelent meg, mint a negyedik kimásolandó dal. Az album 78 hetet töltött a Billboard 200 slágerlistán.
Az album megjelenése után Furtado fellépett Moby egyik koncertjén. A Maclean's magazin szerint 2006 augusztusáig a lemezből csaknem 5 millió példány fogyott el világszerte.

## Dallista
1. Hey, Man! (Nelly Furtado) – 4:10
2. …On the Radio (Remember the Days) (Furtado) – 3:54
3. Baby Girl (Gerald Eaton, Furtado, Brian West) – 3:46
4. Legend (Eaton, Furtado, West) – 3:34
5. I'm like a Bird (Furtado) – 4:03
6. Turn off the Light (Furtado) – 4:36
7. Trynna Finda Way (Eaton, Furtado, West) – 3:34
8. Party's Just Begun (Again) (Eaton, Furtado, West) – 4:02
9. Well, Well (Furtado) – 3:00
10. My Love Grows Deeper, Pt. 1 (Eaton, Furtado, West) – 4:23
11. I Will Make U Cry (Furtado) – 3:59
12. Scared of You (Furtado) – 6:09

Nemzetközi bonus trackek
- 13. Onde Estás (Furtado) – 4,14
- 14. I'm like a Bird videóklip
- 15. Turn off the Light videóklip

Brit bonus trackek
- 13. Onde Estás (portugálul: Hol vagy?)
- 14. I Feel You (featuring Esthero)
- 15. My Love Grows Deeper aka Part II (kislemezes verzió)
- 16. I'm like a Bird (CD-ROM videó)

## Kislemezek
- "I'm like a Bird"
- "Turn off the Light"
- "…On the Radio (Remember the Days)"
- "Hey, Man!"
- "Legend"
- "Trynna Finda Way"

## Közreműködők, producerek
- Nelly Furtado – Fő és háttérvokálok, akusztikus gitár
- Field – gitár, basszus, akusztikus gitár, micro-synth gitár
- Track – csörgődob, háttérvokálok, keverő
- Kurt Bisquera – dobok
- Johnny "The American" – elektromos gitár
- Rick Waychesko – trombita, kürt
- Mike Elizondo – basszus, elektromos basszus
- Victor Rebelo – ütőhangszerek
- Camara Kambon – zongora
- James McCollum – gitár
- Russ Miller – dobok
- Roberto Occhipinti – basszus
- Luis Orbegoso – kongák
- Joe "Public" Allen – trombita
- Camara Kambon – zongora
- Alex Rebelo – ritmusgitár
- Daniel Stone – udu
- Martin Tillmann – cselló

## Eladási listák
| Országok                    | Minősítés   | Eladás (db) |
| --------------------------- | ----------- | ----------- |
| Kanada                      | 4x Platinum | 480,000     |
| Új-Zéland                   | 3x Platinum | 45,000      |
| U.S.A                       | 2x Platinum | 2 600 000   |
| UK                          | 2x Platinum | 600,000     |
| Írország                    | 2x Platinum | 20,000      |
| Ausztrália                  | 2x Platinum | 140,000     |
| Mexikó                      | Arany       | 50,000      |
| IFPI Platinum Europe Awards | Platinum    | 1 000       |
| Portugália                  | Platinum    | 20,000      |
| Svájc                       | Platinum    | 40,000      |
| Németország                 | Arany       | 100,000     |
| Svédország                  | Arany       | 30,000      |
| Chile                       | Arany       | 10,000      |
| Izrael                      | Arany       | 15,000      |
| Dánia                       | Arany       | 40,000      |
| India                       | Arany       | 10,000      |
| Indonézia                   | Arany       | 25,000      |
| Olaszország                 | Arany       | 50,000      |
| Benelux-államok             | Arany       | 40,000      |
| Norvégia                    | Arany       | 20,000      |
| Szingapúr                   | Arany       | 7,500       |
| Venezuela                   | Arany       | 10,000      |
| Franciaország               | Ezüst       | 60,000      |
| Brazília                    | –           | 40,000      |